# Münsterland Giro 2014
Il Münsterland Giro 2014, nona edizione della corsa, valido come evento dell'UCI Europe Tour 2014 categoria 1.1, si svolse il 3 ottobre 2014 su un percorso di 205 km. Fu vinto dal tedesco André Greipel, che giunse al traguardo in 4h 33' 08" alla media di 45,03 km/h.
Al traguardo 131 ciclisti portarono a termine la gara.

## Squadre e corridori partecipanti
| N.      | Cod. | Squadra                      |
| ------- | ---- | ---------------------------- |
| 1-8     | BEL  | Belkin Pro Cycling Team      |
| 11-18   | LTB  | Lotto-Belisol                |
| 21-28   | TNE  | Team NetApp-Endura           |
| 31-38   | DEU  | Selezione nazionale tedesca  |
| 41-48   | AND  | Androni Giocattoli-Venezuela |
| 51-58   | TSV  | Topsport Vlaanderen-Baloise  |
| 61-68   | WGG  | Wanty-Groupe Gobert          |
| 71-78   | BAI  | Bike Aid-Ride for Help       |
| 81-88   | TKG  | Team Kuota                   |
| 91-98   | THF  | Team Heizomat                |
| 101-108 | LKT  | LKT Team Brandenburg         |

| N.      | Cod. | Squadra                     |
| ------- | ---- | --------------------------- |
| 111-118 | TBJ  | MLP Team Bergstrasse        |
| 121-128 | SGT  | Team Stuttgart              |
| 131-138 | RNR  | Rad-Net Rose Team           |
| 141-148 | STG  | Team Stölting               |
| 151-158 | LDT  | Leopard Development Team    |
| 161-168 | CJP  | Cyclingteam Jo Piels        |
| 171-178 | RDT  | Rabobank Development Team   |
| 181-188 | CCD  | Team Differdange-Losch      |
| 191-198 | ALB  | Alpha Baltic-Unitymarathons |
| 201-208 | VBG  | Team Vorarlberg             |
| 211-218 | TIR  | Tirol Cycling Team          |

## Ordine d'arrivo (Top 10)
| Pos. | Corridore            | Squadra        | Tempo    |
| ---- | -------------------- | -------------- | -------- |
| 1    | André Greipel        | Lotto-Belisol  | 4h33'08" |
| 2    | John Degenkolb       | Germania       | s.t.     |
| 3    | Tom Van Asbroeck     | Topsport       | s.t.     |
| 4    | Ralf Matzka          | NetApp-Endura  | s.t.     |
| 5    | Jempy Drucker        | Wanty-Gobert   | s.t.     |
| 6    | Moreno Hofland       | Belkin         | s.t.     |
| 7    | Geert van der Weijst | Jo Piels       | s.t.     |
| 8    | André Looij          | Rabobank Dev.  | s.t.     |
| 9    | Michel Koch          | Germania       | s.t.     |
| 10   | Dennis Coenen        | Leopard Devel. | s.t.     |